# Carl Wilson
Carl Dean Wilson (Hawthorne, 21 dicembre 1946 – Los Angeles, 6 febbraio 1998) è stato un musicista statunitense.
Era il più giovane dei fratelli Wilson (Brian e Dennis) fondatori del gruppo Beach Boys, partecipandovi in qualità di chitarrista, corista, e talvolta come cantante solista.
Carl Wilson era ritenuto il membro più tranquillo e riservato del gruppo, oltre ad essere spesso accreditato da pubblico e critica come il cantante migliore dei Beach Boys.
Tra i vari brani del gruppo interpretati da lui figurano i successi God Only Knows e I Can Hear Music.

## Carriera

### Beach Boys

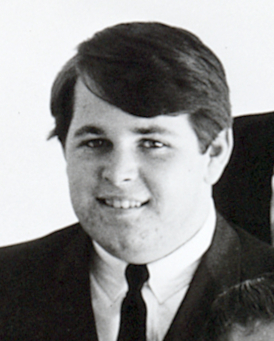
Carl Wilson nel 1962

Wilson suonò le parti di chitarra "alla Chuck Berry" nei maggiori successi iniziali della band. Inoltre prestò la sua melodica voce come solista in brani come Summertime Blues (in duetto con David Marks), Louie, Louie (insieme a Mike Love), Pom Pom Play Girl, All Dressed Up for School, e Girl Don't Tell Me, ma la sua prova vocale solista più celebre rimane quella per il brano God Only Knows del 1966 pubblicato nell'album Pet Sounds. Da quel momento in poi, Carl iniziò a fungere da voce solista sempre più spesso (ruolo precedentemente appannaggio di Mike Love e Brian Wilson), cantando svariate canzoni negli album Smiley Smile e Wild Honey, inclusi singoli di successo come Good Vibrations, Darlin', Wild Honey, e I Can Hear Music, quest'ultima inoltre fu anche la sua prima prova rilevante come produttore in studio di registrazione.
Dopo il ritiro dalle scene del fratello maggiore Brian (avvenuto nel 1965), Carl diventò di fatto il leader della band sul palco, e successivamente, sempre a causa dei problemi di Brian, si occupò massivamente anche della produzione di album come 20/20, Sunflower, Surf's Up, Carl and the Passions - "So Tough" (così chiamato in onore alla sua effettiva leadership nella band all'epoca) e Holland.
Nel 1967 Wilson ricevette la cartolina precetto e sarebbe dovuto partire per il Vietnam, ma si oppose dichiarandosi obiettore di coscienza.

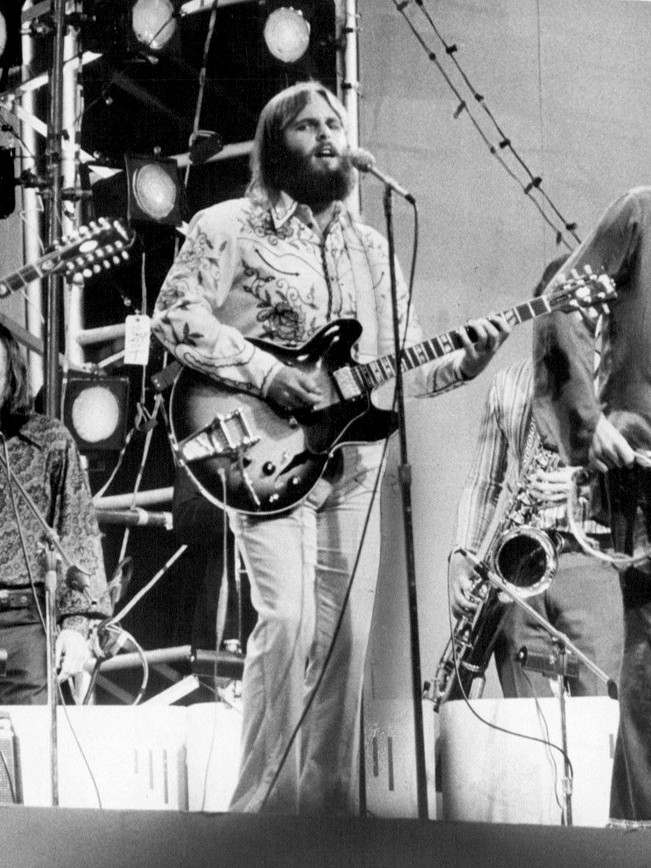
Carl sul palco nel 1971

Non essendo un prolifico compositore, le prime composizioni scritte da lui per la band, a parte qualche strumentale in stile surf sui primi album, apparvero in Surf's Up del 1971, e furono i brani Long Promised Road e Feel Flows con testi dell'allora manager del gruppo Jack Rieley. Il ruolo di leader di Carl nei Beach Boys iniziò a scemare alla fine degli anni settanta, a causa del ritorno a pieno regime di Brian nella band, dopo aver attraversato un lungo periodo di problemi psichici, sommati all'abuso di droga ed alcol.

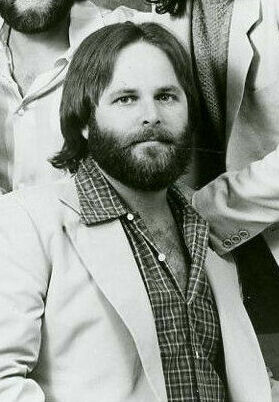
Carl Wilson nel 1979

Durante gli anni settanta, Carl Wilson produsse anche i dischi di molti altri artisti, come, tra gli altri, Ricci Martin (figlio di Dean Martin), ed il gruppo musicale sudafricano The Flame (del quale due membri sarebbero poi entrati a far parte dei Beach Boys per un paio di anni). La sua voce compare nei cori di molte registrazioni di gruppi e cantanti solisti dell'epoca. Alcuni esempi includono i successi dei Chicago Baby, What a Big Surprise e Wishing You Were Here, Don't Let the Sun Go Down on Me di Elton John, la cover di David Lee Roth di California Girls, e Desperados Under the Eaves di Warren Zevon.

### Carriera solista

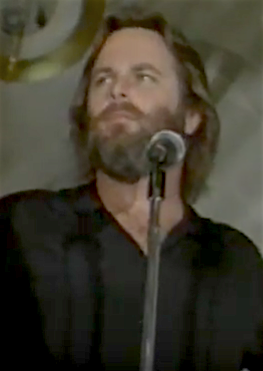
Carl Wilson nel 1983

All'inizio degli anni ottanta, dato il cattivo periodo artistico dei Beach Boys, dilaniati da tensioni interne, Wilson decise di darsi alla carriera solista uscendo momentaneamente dalla band. Nel 1981 pubblicò a suo nome l'album Carl Wilson, ben accolto dai critici, composto da brani scritti in collaborazione con Myrna Smith-Schilling (ex corista di Elvis Presley e Aretha Franklin e moglie di Jerry Schilling, ai tempi manager dello stesso Wilson). L'album entrò brevemente in classifica, e il secondo singolo estratto, Heaven, entrò nella top 20 di Billboard. Carl intraprese anche un tour a supporto dell'album, non riscuotendo però particolare successo. Inizialmente, Carl e la sua band suonarono in locali come il Bottom Line di New York City, e il Roxy di Los Angeles, per poi unirsi ai Doobie Brothers aprendo i loro concerti dell'estate 1981.
Nel 1983, fu poi la volta di un secondo album solista, Youngblood, accolto in maniera più tiepida dalla critica; poco dopo, Carl rientrò nei Beach Boys. Anche se Youngblood non ebbe successo, il singolo What You Do To Me raggiunse la posizione numero 72 in classifica, facendo di Carl l'unico membro dei Beach Boys che fosse riuscito a piazzare un singolo tra i primi 100 posti della classifica di Billboard per ben due volte.
Carl continuò ad essere parte vitale dei Beach Boys per tutti gli anni successivi, cantando come voce solista altri successi della band come Kokomo del 1988.

## Vita privata

### Relazioni e figli
Wilson si sposò due volte: prima con Annie Hinsche, con la quale ebbe due figli, Jonah (nato nel 1969) e Justyn (nato nel 1971) e poi nel 1987 con la figlia di Dean Martin, Gina.

### Guerra del Vietnam e religione
Carl si dichiarò obiettore di coscienza durante la guerra del Vietnam, rifiutandosi di unirsi all'esercito americano. A causa di questa scelta fu accusato di disobbedienza rispetto alle leggi governative e fu quindi arrestato e poi, grazie alla mediazione del gruppo, la sua condanna fu commutata in un obbligo ai servizi per la società.

Nel 1988, Wilson divenne un ministro di culto del Movimento spirituale della consapevolezza interiore, un’organizzazione religiosa che combina elementi cristiani, di meditazione trascendentale e della cultura orientale.

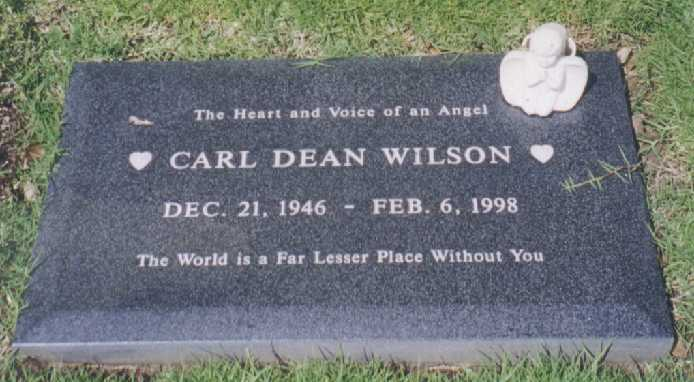
La tomba di Carl Wilson.

### Morte
All'inizio del 1997 a Wilson furono diagnosticati un tumore al cervello e un cancro ai polmoni. Questi gravi problemi furono il frutto della continua esposizione di Carl alle sigarette, che fumava costantemente fin dalla gioventù.
Nonostante la malattia e i trattamenti di chemioterapia a cui si sottopose, Carl continuò comunque a esibirsi in concerto, suonando per tutto il tour estivo dei Beach Boys che terminò alla fine del 1997. Costretto dalla malattia a sedersi spesso e a inalare ossigeno dopo ogni canzone, portò a termine ugualmente la tournée.
Carl Wilson morì il 6 febbraio 1998, a soli due mesi dalla morte della madre Audree.

## Discografia da solista
- 1981 - Carl Wilson
- 1983 - Youngblood